# Michel Rousseau
Michel Rousseau (Parigi, 5 febbraio 1936 – Saint-Yrieix-la-Perche, 23 settembre 2016) è stato un pistard francese, medaglia d'oro nella velocità alle Olimpiadi di Melbourne 1956.

## Biografia

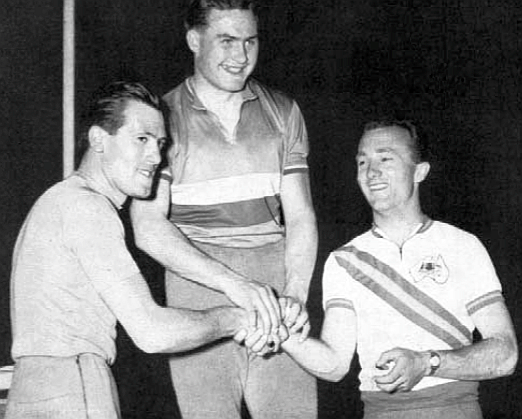
Podio della velocità ai Giochi olimpici di Melbourneː 1º Rousseau, 2º Pesenti, 3º Ploog

### Carriera da dilettante
Michel Rousseau esplose a soli vent'anni nel 1956, anno in cui vinse il Gran Premio di Parigi, fu campione francese e campione mondiale di velocità dilettanti. 
Alla fine dell'anno ottenne la più importante vittoria della sua carriera dilettantistica conquistando la medaglia d'oro nella velocità alle Olimpiadi di Melbourne 1956. Corse la finale dopo essere stato informato che i suoi genitori erano stati coinvolti in un grave incidente stradale e batté in due prove l'italiano Guglielmo Pesenti.
Rimase dilettante ancora un anno e conquistò il suo secondo titolo mondiale nel 1957.

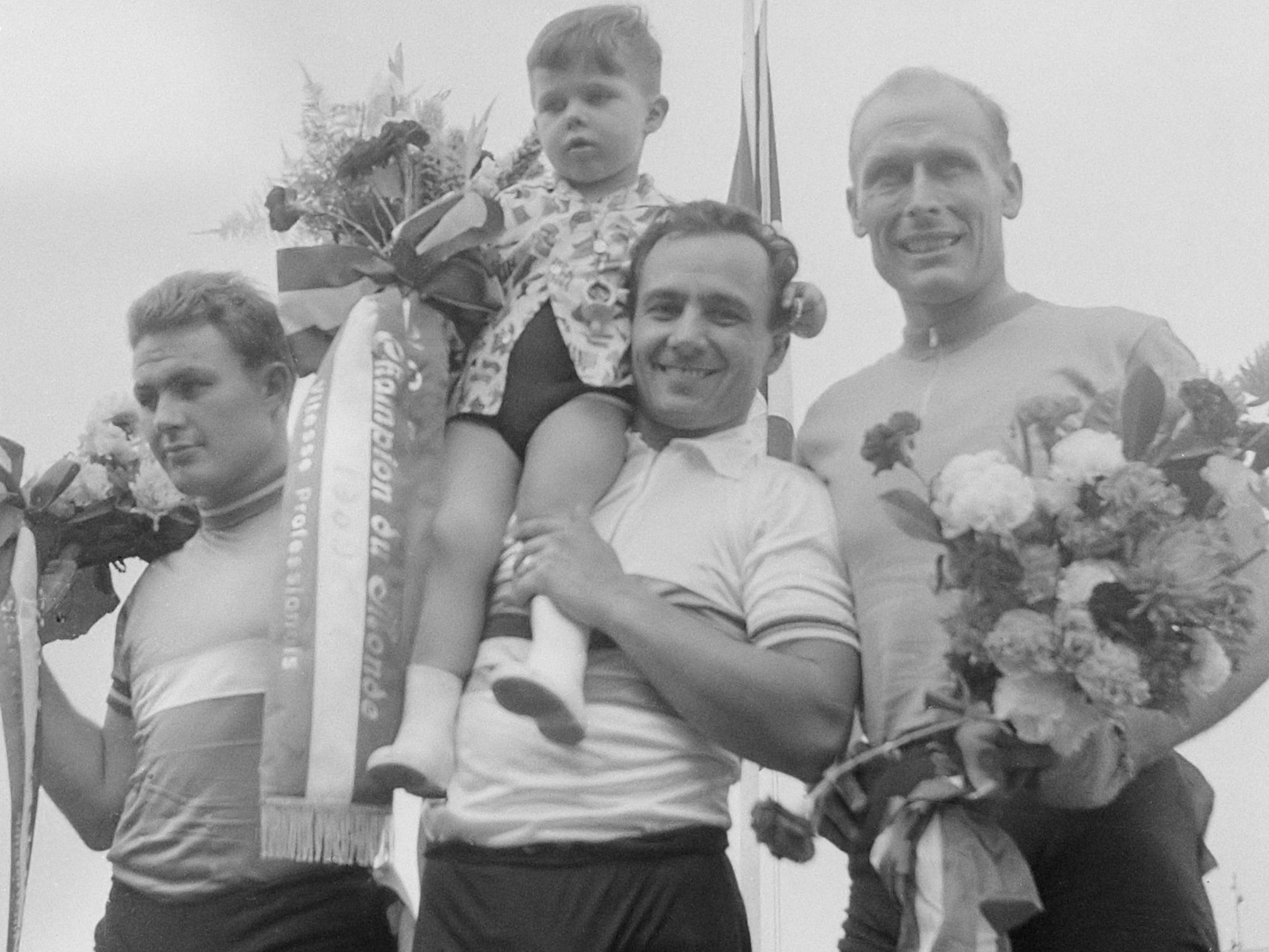
Rousseau (a sinistra) sul podio mondiale di Amsterdam 1959, insieme al vincitore Maspes (al centro) e l'olandese Derksen (a destra)

### Carriera da professionista
Passato professionista impose all'esordio la sua superiorità nella velocità a livello mondiale. Nel 1958, a Parigi, vinse il titolo mondiale battendo in finale l'italiano Enzo Sacchi. L'anno dopo, ad Amsterdam, è però costretto ad arrendersi in finale ad Antonio Maspes, già campione del mondo tra i professionisti nel 1955 e nel 1956.
Rousseau si classificò secondo dietro Maspes anche ai mondiali del 1961 a Zurigo, dopo che in semifinale aveva fatto registrare il tempo di 10"9 nei 200 metri lanciati. In finale, l'italiano lo costrinse ad un faticoso surplace di 26'26" che lo svuotò di energie. 
Rousseau fu anche campione nazionale francese nella velocità tra il 1959 e il 1962 e nel 1967.
Si è ritirato alla fine del 1968.

## Famiglia
Michel Rousseau era il nonno del tuffatore australiano Cassiel Rousseau, finalista alla piattaforma alle Olimpiadi del 2020 e Campione mondiale nel 2023.

## Palmarès
- Giochi olimpici

Melbourne 1956: oro nella velocità.
- Mondiali

Copenaghen 1956: oro nella velocità dilettanti.
Rocourt 1957: oro nella velocità dilettanti.
Parigi 1958: oro nella velocità professionisti.
Amsterdam 1959: argento nella velocità professionisti.
Zurigo 1961: argento nella velocità professionisti.